# تئودور مورل

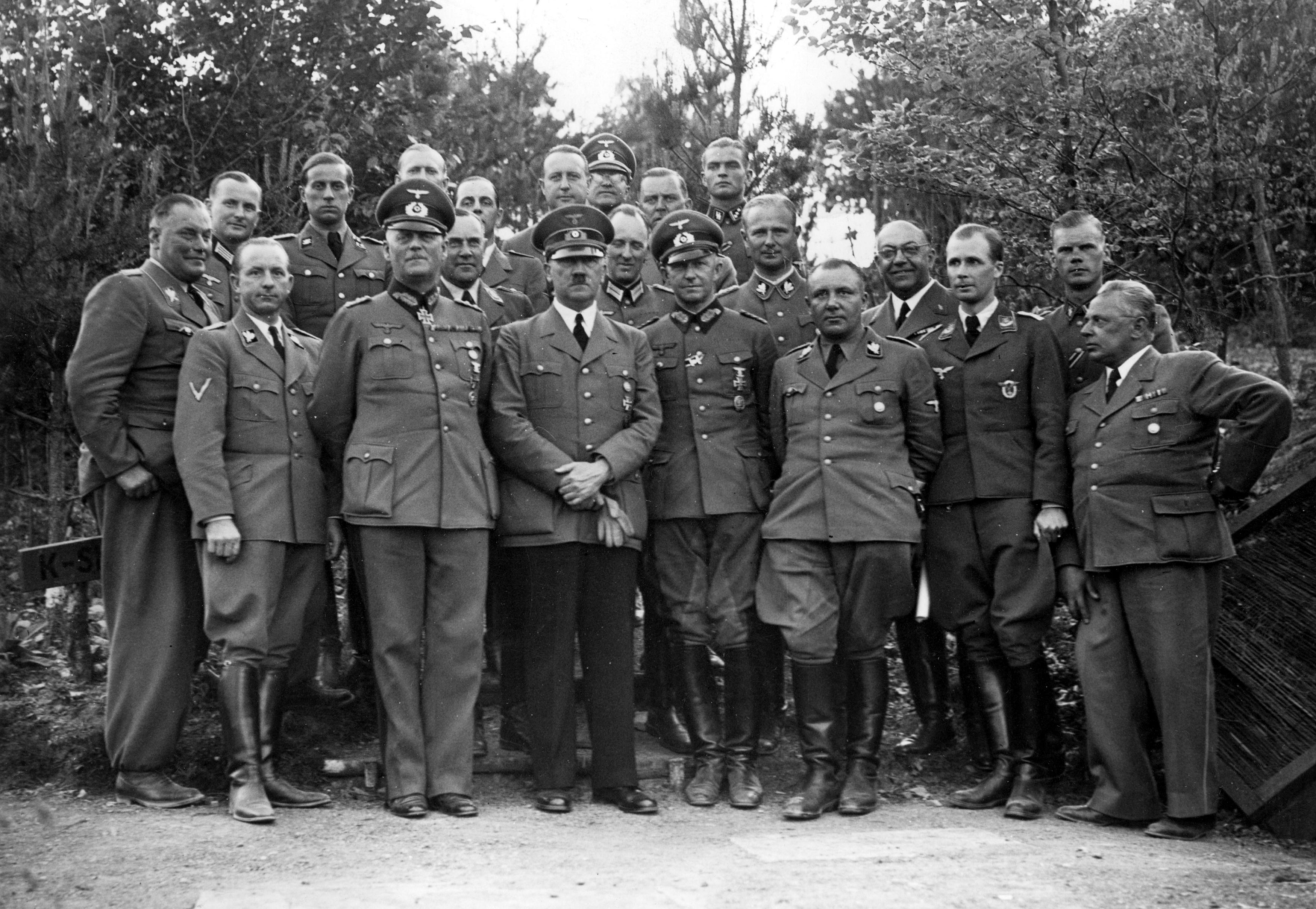

تئودور مُرِل (انگلیسی: Theodor Gilbert Morell؛ زاده ۲۲ ژوئیهٔ ۱۸۸۶ درگذشته ۲۶ مهٔ ۱۹۴۸) پزشک اهل آلمان و از پزشکان شخصی آدولف هیتلر بود. وی را در آلمان بواسطه رفتارهای غیرمعمول می‌شناسند. او برای چندین سال به صورت روزانه و حتی در واپسین روزهای نبرد برلین در کنار هیتلر بود.
مورل داروهایی مختلفی از جمله یوکدال و تسترون را به هیتلر خوراند و در طول سال‌های جنگ و شکست‌های هیتلر همواره او را مورد درمان با دوز بالای دارویی قرار می‌داد. در خصوص شخصیت این پزشک آلمانی او را شارلاتان و بی رحم توصیف کرده‌اند. بعد از شکست آلمان‌ها در جنگ مورل بازداشت و تحت بازجویی توسط امریکایی‌ها قرار گرفت وی سرانجام سه سال بعد از پایان جنگ و در سال ۱۹۴۸ در گذشت.